# كمال فنيش
كمال فنيش من مواليد ولاية سطيف شرق الجزائر. عُيّن يوم 16 أبريل 2019 رئيسًا للمجلس الدستوري الجزائري خلفًا الطيب بلعيز المستقيل.
قبل تعيينه في المجلس الدستوري، كان كمال فنيش رئيس غرفة في مجلس الدولة، وحصل فنيش على دبلوم من المدرسة الوطنية للقضاء وقبلها حصل على ليسانس في الحقوق وماستر في القانون من جامعة بربينيان الفرنسية.
- في عام 1979، عيّن وكيلا للجمهورية في ولاية بجاية ثم نائبا عاما في ولاية تبسة سنة 1980
- في عام 1982، انتقل إلى ولاية أم البواقي في نفس المنصب
- في عام 1993، عين مستشارا في المحكمة العليا، وهو المنصب الذي شغله بمجلس الدولة
- في عام 2016، أصبح رئيسا للغرفة القانونية للمجلس
- وكان الرئيس السابق عبد العزيز بوتفليقة قد وقع مرسوما رئاسيا سنة 2016 يقضي بتعيين كمال فنيش عضوًا في المجلس الدستوري.[2]
- في عام 2019، عين رئيسا للمجلس الدستوري[3]